# Maja Nekić
Maja Nekić (Zagreb, 4. travnja 1972.) je hrvatska kazališna, filmska i televizijska glumica.

## Filmografija

### Televizijske uloge
- "Hitna 94" kao Sanja Smolčić (2008.)
- "Zabranjena ljubav" kao Filipa Budicin (2005. – 2007.)
- "Kad zvoni?" kao Nina (2005.)
- "Zlatni vrč" kao Maja (2004.)

### Filmske uloge
- "Zvonar katedrale" kao Veronika Kunst (2005.)
- "Prepoznavanje" (1996.)
- "Nausikaja" kao Nausikaja (1994.)

### Sinkronizacija
- "Dinotopia 3" (2002.)
- "Dinotopia 2" (2002.)

## Kazalište
- Zagrebačko kazalište lutaka (ZKL) Članica glumačkoga sastava od 2003. Predstave u ZKL: Bijeli zec, Narodil nam se Kralj nebeski, Kako je Nećko postao Hoćko, Ljepotica i zvijer, Čarobna Frula.

- Dječje kazalište u Osijeku: Predstava ZKL: Neva Nevčica (Prva i Druga vila)

## Vanjske poveznice
- Maja Nekić u internetskoj bazi filmova IMDb-u (engl.)
- Stranica na ZKL.hr  Arhivirana inačica izvorne stranice od 24. prosinca 2009. (Wayback Machine)